# E134
La ruta europea E134 és una carretera que forma part de la Xarxa de carreteres europees. Comença a Haugesund i finalitza a Drammen, en direcció est/oest. Té una longitud de 472 km. Té una orientació d'est a oest i travessa Noruega.